# انقسام الخلية

شكل يوضح المراحل المختلفة لأنواع الانقسام

انقسام الخلية أو الانقسام الخلوي هو انقسام الخلية إلى خليتين، ثم الخليتين، إلى أربع وهكذا، وهناك نوعين اثنين من الانقسام الخلوي وهما الانقسام المتساوي (الذي يحدث في الخلايا الجسدية في الكائنات الحية) والانقسام الاختزالي (والذي يحدث في الخلايا التناسلية للكائنات الحية).
يؤدي الانقسام الخلوي المتساوي إلى تشكيل خلايا متطابقة وراثيًا مع المحافظة على العدد الإجمالي للصبغيات. يُسبق الانقسام (انشطار النواة) بالمرحلة إس من الطور البيني (التي يحدث خلالها تضاعف الحمض النووي) ويتبعه الطور النهائي والتكون الخلوي، وخلال هذه المرحلة تتوزع الهيولى والعضيات الخلوية والغشاء الخلوي بين خليتين جديدتين متماثلتين تقريبًا. تشكل المراحل المختلفة لانقسام الخلية ما يسمى طور الانقسام في دورة حياة الخلية الحيوانية، وخلاله تنقسم الخلية الأم إلى خليتين متطابقتين وراثيًا. لضمان سلامة خطوات الانقسام خلال الدورة الخلوية، يُكشف عن تلف الحمض النووي ويجري إصلاحه من خلال نقاط التحقق. يمكن أن تمنع نقاط التحقق التقدم في دورة الخلية عن طريق تثبيط بعض معقدات سيكلين سي دي كي. في الانقسام المنصف، يحدث انقسامان ينتج عنهما أربع خلايا أحادية الصيغة الصبغية. تنفصل الصبغيات المتماثلة في الانقسام الأول، لتنتج خليتان تحتوي كل منهما على نسخة واحدة من كل صبغي. وقد تضاعفت هذه الصبغيات بالفعل، مع وجود كروماتيدَين ينفصلان بعد ذلك خلال الانقسام الثاني. تُستخدم دورتا الانقسام الخلوي السابقتان في عملية التكاثر الجنسي في مرحلة ما من دورة حياتهما. يُعتقد أنهما موجودتان لدى آخر سلف مشترك حقيقي النواة.
تخضع بدائيات النوى (البكتيريا والعتائق) لانقسام خلوي نباتي يعرف باسم الانشطار الثنائي، تُفصل فيه المادة الوراثية بالتساوي بين خليتين متشكلتين، وتوجد أيضًا طرق بديلة للانقسام، مثل التبرعم. كل الانقسامات الخلوية، بغض النظر عن الكائن الحي، تُسبق بجولة واحدة من تضاعف الحمض النووي (دي إن إيه).
بالنسبة للكائنات الحية الدقيقة أحادية الخلية البسيطة مثل الأميبا، فإن انقسام خلية واحدة يمثل التكاثر، إذ يُشكل كائنًا حيًا جديدًا بالكامل. وعلى نطاق أوسع، يمكن أن ينتج الانقسام المتساوي نسلًا من كائنات حية متعددة الخلايا، مثل النباتات التي تنمو من العُقل. يُمكّن الانقسام المتساوي الكائنات الحية التي تتكاثر جنسيًا من التطور من الزيجوت (البيضة الملقحة) أحادي الخلية، الذي ينتج عن طريق اندماج عروسين (نطفة وبويضة)، ينتج كل منهما عن طريق الانقسام المنصف. بعد النمو من زيجوت إلى كائن بالغ، يسمح الانقسام الخلوي المتساوي بالبناء المستمر وإصلاح أنسجة الكائن الحي. يحدث في جسم الإنسان نحو 10 كوادريليون انقسام خلوي خلال حياته.
الهدف الرئيسي من انقسام الخلايا الحفاظ على جينوم الخلية الأصلية. قبل حدوث الانقسام، يجب مضاعفة المعلومات الجينومية المخزنة في الصبغيات، ويجب توزيع الجينوم المتضاعف بدقة بين الخلايا النسل. يشارك قدر كبير من البنى الخلوية في ضمان اتساق المعلومات الجينومية بين الأجيال.

## في البكتيريا
يحدث انقسام الخلايا البكتيرية من خلال الانشطار الثنائي أو من خلال التبرعم. جُسيم الانقسام هو مركب بروتيني في البكتيريا مسؤول عن انقسام الخلايا، وانقباض الأغشية الداخلية والخارجية في أثناء الانقسام، وإعادة تشكيل الجدار الخلوي من الببتيدوغليكان في موقع الانقسام. يؤدي إف تي إس زيد، وهو بروتين شبيه بالتوبولين، دورًا مهمًا في تكوين حلقة متقلصة من أجل انقسام الخلايا.

## في حقيقيات النوى
انقسام الخلايا في حقيقيات النوى أكثر تعقيدًا منه في بدائيات النوى. إذا قل عدد الصبغيات، يُصنف انقسام الخلايا حقيقية النواة على أنه انقسام اختزالي. إذا بقي عدد الصبغيات ثابتًا، يصنف على أنه انقسام متساوٍ. يوجد أيضًا شكل بدائي من انقسام الخلايا، يسمى الانقسام اللاتفتّلي. يكون انقسام الخلايا اللاتفتلي أو التفتلي أكثر اختلافًا وتنوعًا بين المجموعات المختلفة من الكائنات الحية، مثل الطلائعيات (أي المشطورات، السوطيات الدوارة وغيرها) والفطريات.
في الطور التالي الانقسامي، تصطف الصبغيات (يحتوي كل منها كروماتيدَين شقيقين تطورا في أثناء النسخ المتماثل في المرحلة إس من الطور البيني) على صفيحة الطور الاستوائي. بعد ذلك، تنقسم الكروماتيدات الشقيقة وتتوزع بين الخليتين الناتجتين.
في الانقسام المنصف الأول، تزدوج الصبغيات المتماثلة قبل انفصالها وتوزيعها بين خليتين. يشبه الانقسام المنصف الثاني الانقسام المتساوي. تُفصل الكروماتيدات وتوزع بنفس الطريقة. لدى البشر والرئيسيات، والكثير من الكائنات الحية الأخرى، تسمى عملية الانقسام المنصف الانقسام المنصف المكوّن للأعراس، وينتج خلال الانقسام المنصف أربع أعراس. أما في كثير من المجموعات الأخرى من الكائنات الحية، وخاصة النباتات (يمكن ملاحظتها في أثناء الانقسام الاختزالي في النباتات الدنيا، وفي المرحلة الأثرية في النباتات العليا)، يؤدي الانقسام الاختزالي إلى ظهور أبواغ تنتش من الطور النباتي أحادي الصيغة الصبغية (النبات المشيجي). يسمى هذا النوع من الانقسام المنصف الانقسام المنصف المتقطع.

## مراحل الانقسام الخلوي في الخلايا حقيقية النوى

### متغيرات
تصنف الخلايا عمومًا في فئتين رئيسيتين: الخلايا طليعية النوى البسيطة غير المنواة والخلايا حقيقية النوى المعقدة. بسبب اختلافاتها البنيوية، لا تنقسم الخلايا حقيقية النوى وبدائية النوى بنفس الطريقة. ويختلف أيضًا نمط الانقسام الخلوي الذي يحول الخلايا الجذعية حقيقية النوى إلى أعراس (منوية لدى الذكور وبويضات لدى الإناث)، الذي يسمى الانقسام المنصف. عن نمط انقسام الخلايا الجسمية (غير الجنسية).
في عام 2022، اكتشف العلماء نوعً جديدًا من انقسام الخلايا يسمى الانشطار اللااصطناعي في الخلايا الظهارية الحرشفية في بشرة الزرد اليافع. عندما ينمو الزرد اليافع، يجب أن تغطي خلايا الجلد سريعًا مساحة سطح الجسم المتزايدة سريعًا. تنقسم خلايا الجلد دون مضاعفة الحمض النووي الخاص بها (المرحلة إس من الانقسام) ما يسبب انخفاض حجم الجينوم في نحو 50% من الخلايا. تُستبدل هذه الخلايا لاحقًا بخلايا تحتوي على كمية قياسية من الحمض النووي. يتوقع العلماء العثور على هذا النوع من الانقسام في فقاريات أخرى.

## الانقسام المتساوي أو الميتوزي
وتكمن أهمية الانقسام المتساوي في أنه يساهم في نمو الكائنات الحية وتعويض أنسجتها التالفة، كما يساهم في نقل الجينات الموجودة على الكروموسومات من الخلية الأصلية إلى الخليتين الجديدتين.
وبالطبع فإن الانقسام المتساوي يختلف من الخلية النباتية عنه في الخلية الحيوانية، فالخلية النباتية لا تحتوي على جسيم مركزي (حيث يلعب الجسيم المركزي دورًا هامًا في انقسام الخلية الحيوانية، حيث ينقسم إلى قسمين (وعند اذ نتكلم عن «النجيمتين» اذ لا يمكن لنفس نواة الخلية ان تحوي جسيمين مركزيين في ذات الوقت)، وتهاجر كل نجيمة إلى أحد قطبي الخلية. ويبدأ في هذا الدور تكثف خيوط سيتوبلازمية بين النجيمتين وتبدو هذه الخيوط كالمغزل)، كما أنه لا يحدث اختناق في الخلية النباتية، إنما تشكل انتفاخات غشائية من جهاز جولجي على الخط الاستوائي للخلية، وتمتد هذه الانتفاخات حتى تشكل حاجزًا يسمى بالصفيحة الوسطى والتي تُقسِّم الخلية إلى خليتين بنتين احداهما تُعيد الانقسام والأخرى تتمايز، أي تحصل على وظيفة.

### أطوار الانقسام المتساوي
المرحلة التمهيدية:
تتميز الكروموسومات وتتكاثف في هذا الدور، وتكون على شكل خيوط طويلة ورفيعة، ويظهر كل كروموسوم مكونا من جزءين، ويدعى كل جزء كروماتيداً، ويرتبط الكروماتيدان مع بعضهما في نقطة تسمى بالسنترومير (الجزيئ المركزي)، ويلتفان حول بعضهما البعض. وتتجمع الهيولى في القطبين مشكلة «قطبي الخلية».
المرحلة الاستوائية:
يكتمل في هذا الدور تشكل المغزل اللالوني (جهاز الانقسام). وتتميز الكروموسومات في هذا الدور ويصبح من السهل عدها وتحديدها وتنظم على خط استواء الخلية مشكلة «اللوحة الاستوائية».
المرحلة الانفصالية:
ينفصل السنترومير في هذا الدور، ويبتعد الكروماتيدان في كل كروموسوم عن بعضهما، ويتجه كل كروماتيد نحو القطبين. وبذلك يصبح عند كل قطب من قطبي الخلية مجموعتان متشابهتان من الكروموتيدات، تقوم بنسخ نفسها من محتويات الخلية وتصبح بذلك كروموسومات.كاملة.
المرحلة النهائية:
بعد اختفاء خيوط المغزل اللالوني؛ تظهر الصفيحة الخلوية مقسمة الخلية إلى نصفين في الخلية النباتية وتختنق في المنتصف بالنسبة للخلية الحيوانية، تبدو مجموعة الكروموسومات في كل قطب طويلة ورفيعة، وتظهر النوية والغشاء لنووي. وتتشكل خليتان بنتان احداهما تعيد الانقسام والأخرى تتمايز أي تحصل على وظيفة.
ملاحظة: تقوم الخلية بالتوقف عن العمل أو الاستراحة لمدة حوالي ثلاثة أشهر بعد المرحلة النهائية وذلك لتكوين كروماتيد اخر مع الكروماتيد الموجود منذ المرحلة النهائية فيصبح في الخلية كروموسومات... وبالتالي تصبح الخلية الابنة مطابقة تماما للخلية الام..

## الانقسام الاختزالي أو الميوزي أو الخلوي
تهدف عملية الانقسام الاختزالي إلى الحفاظ على عدد ثابت من الكروموسومات لافراد الانواع المختلفة من الحيوانات خلال عملية تعاقب الأجيال التي يتم خلاله تكوين الامشاج ويحدث الانقسام الاختزالي في الخلايا التناسلية الحية والتي تعرف أيضاً بالجاميتات (gamete) ويختلف هذا النوع من الانقسام بأن خلاله يختزل عدد الكرموسومات إلى النصف. وتكمن أهمية الانقسام الاختزالي بأنه ضرورياً للحفاظ على الكائنات الحية التي تتكاثر جنسياً، كما أنه بتحويل المكان المقصود بواسطة الاختزال يحافظ على ثبات عدد الكروموسومات، ويساعد في تنوع صفات الكائنات الحية لنفس السلالة.
في الحيوان يحدث الانقسام الاختزالي في الخصية للذكر لتكوين الحيوانات منوية، وفي الإناث في المبيض لتكوين البويضات. أما في النبات فيحدث في المتك لتكوين حبوب اللقاح، والمبيض لتكوين البويضات.

## وظيفة الانقسام
- نمو الكائن الحي (عديد الخلايا)
- تعويض الخلايا التالفة
- تكوين الأمشاج
- التكاثر وزيادة الأعداد (في الكائنات وحيدة الخلية)
- الحفاظ على نوع الكائن الحي (الاستمرارية)